# Karl Georg Huyn
Karel Jiří Otto Maria hrabě Huyn (německy Karl/Carl Georg Otto Maria Graf Huyn) (18. listopadu 1857 Vídeň – 21. února 1938 Bolzano) byl rakousko-uherský generál. V c. k. armádě sloužil od roku 1879, uplatnil se jako štábní důstojník i jako diplomat. Za první světové války převzal velení armádního sboru na východní frontě, kvůli neúspěchům byl ale odvolán ještě v roce 1914. Po nástupu císaře Karla I. byl znovu povolán do aktivní služby, dosáhl hodnosti generálplukovníka (1917) a v letech 1917–1918 byl posledním rakousko-uherským místodržitelem v Haliči. Po roce 1918 žil v soukromí. Jeho mladším bratrem byl pražský arcibiskup Pavel Huyn.

## Životopis

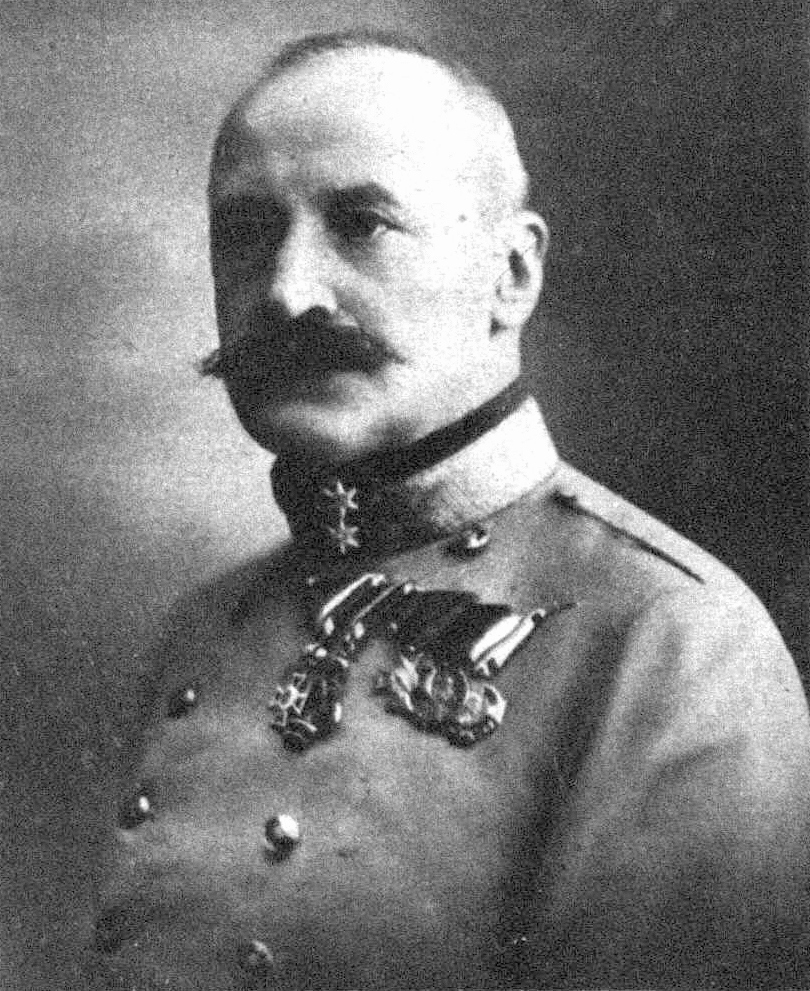
Generálplukovník hrabě Karl Georg Huyn (1917)

Pocházel ze šlechtického rodu Huynů, narodil se jako třetí syn generála hraběte Jana Karla Huyna (1812–1889) a jeho manželky Natalie, rozené hraběnky Sarntheinové (1826–1904). První vojenské vzdělání získal na kadetní škole v Sankt Pölten, poté studoval na Tereziánské vojenské akademii ve Vídeňském Novém Městě. V roce 1879 nastoupil jako poručík k dragounskému pluku č. 2. později si doplnil vzdělání na Válečné škole (K.u.k. Kriegsschule) ve Vídni (1881–1883),  Jako štábní důstojník poté sloužil v Mariboru a ve Lvově. V roce 1887 byl povýšen na kapitána a sloužil v Přemyšlu. V roce 1892 působil krátce jako vojenský attaché v Bukurešti a v hodnosti majora byl pak jmenován šéfem štábu v Krakově. V roce 1899 byl povýšen na plukovníka a byl velitelem 2. hulánského pluku v Tarnówě, kde pak sloužil do roku 1905. V roce 1905 dosáhl hodnosti generálmajora a stal se velitelem jezdecké brigády ve Vídni. Za plnění služebních povinností byl mnohokrát oceněn svými nadřízenými, vrchní velitel armády arcivévoda Bedřich vyzdvihl jeho účast na manévrech v roce 1910. V roce 1910 byl Huyn povýšen na polního podmaršála a převzal velení jezdecké divize v Krakově.

### První světová válka
Před první světovou válkou zastával funkci generálního inspektora jezdectva a k datu 1. května 1914 dosáhl hodnosti generála jezdectva. Na začátku první světové války byl jmenován velitelem nově zformovaného 18. armádního sboru a s ním byl začleněn do 4. armády generála Auffenberga na východní frontě. Jako sborový velitel obdržel také titul c. k. tajného rady s nárokem na oslovení Excelence. Po prvních neúspěších u Komarówa byl již v září 1914 zbaven velení a odvolán do Vídně.
V roce 1917 byl znovu povolán do aktivní služby, byl povýšen do hodnosti generálplukovníka a stal se místodržitelem v Haliči, protože s místními poměry byl dobře seznámen díky dlouholeté předchozí službě u posádek v Krakově. Z titulu této funkce byl zároveň ředitelem zemského finančního ředitelství a zemské školní rady ve Lvově. V úřadu haličského místodržitele setrval do konce první světové války, po uzavření Brestlitevského míru ale propukly národnostní spory mezi Poláky a Ukrajinci a v oblasti Haliče měly rakousko-uherské úřady stále menší vliv. Haličský zemský sněm 30. října 1918 odhlasoval připojení Haliče k Polsku, navzdory tomu Huyn předal správu regionu do rukou ukrajinských úřadů, což vedlo k dalším konfliktům. K datu 1. prosince 1918 byl penzionován a od té doby žil v soukromí.

## Tituly a ocenění
Jako příslušník šlechtické rodiny byl v roce 1883 jmenován c. k. komořím. Jako velitel armádního sboru obdržel v roce 1914 titul c. k. tajného rady s nárokem na oslovení Excelence. Během vojenské služby získal řadu vyznamenání v Rakousku-Uhersku i v zahraničí. Od roku 1912 byl také čestným majitelem hulánského pluku č. 12 ve Varaždíně.

### Rakousko-Uhersko
- Jubilejní pamětní medaile (1898)
- Řád železné koruny III. třídy (1903)
- Služební odznak pro důstojníky III. třídy (1904)
- Vojenský jubilejní kříž (1908)
- rytířský kříž Leopoldova řádu (1911)
- Služební odznak pro důstojníky II. třídy (1914)
- Řád železné koruny I. třídy s válečnou dekorací (1917)
- Bronzová vojenská záslužná medaile s válečnou dekorací (1917)

### Zahraničí
- rytíř Řádu nizozemského lva (1891, Nizozemsko)
- komandér Řádu rumunské koruny (1894, Rumunsko)
- komandér Řádu sv. Mořice a Lazara (1903, Itálie)
- Řád lva a slunce I. třídy (1909, Persie)
- velkokříž Řádu sv. Alexandra (1909, Bulharsko)
- Řád pruské koruny I. třídy (1910, Německo)
- velkokříž Vévodského sasko-ernestinského domácího řádu (1912, Sasko)

## Rodina
Jeho manželkou byla od roku 1892 hraběnka Ignatia Lützowová (1871–1956), která byla později c. k. palácovou dámou a dámou Řádu hvězdového kříže. Z manželství se narodili dva synové, starší Jan František (1894–1941) sloužil u rakousko-uherského námořnictva, mladší Karel Jiří (1898–1928) byl poručíkem v c. k. armádě.
V armádě sloužili také Karlovi bratři Ludvík Josef (1852–1931) a Otto Alois (1859–1928), oba dosáhli hodnosti generálmajora. Další bratr Rudolf (1855–1918) byl státním úředníkem a poslancem říšské rady. Nejznámější ze sourozenců byl nejmladší bratr Pavel (1868–1946), který byl biskupem v Brně (1904–1916) a poté arcibiskupem v Praze (1916–1919), po vzniku Československa pobýval ve Švýcarsku a v Římě.
Karlovým bratrencem byl tyrolský místodržitel a rakouský ministr vnitra hrabě Friedrich von Toggenburg (1866–1958).